# Morinda guatemalensis
Morinda guatemalensis är en måreväxtart som först beskrevs av John Donnell Smith, och fick sitt nu gällande namn av Julian Alfred Steyermark. Morinda guatemalensis ingår i släktet Morinda och familjen måreväxter. Inga underarter finns listade i Catalogue of Life.